# Paul Winzer
Paul Winzer, né le 24 juin 1908 à Cottbus et mort après 1948, dit aussi Walter Eugene Mosig (orthographe espagnole de Walther Eugen Mosing), est un attaché de police allemand à l'ambassade de Madrid, attaché de la Gestapo en Espagne franquiste et chef du camp de concentration de Miranda de Ebro.

## Biographie
Il étudie le droit à Breslau et Berlin mais sort sans diplôme. En avril 1936, la Gestapo le nomme au ministère des Affaires étrangères commissaire criminel à l'ambassade allemande de Madrid. Il est chargé d'observer les méthodes communistes du gouvernement nouvellement élu. Après accord de la Wilhelmstrasse, Winzer entre en fonction en mai 1936 avec le rang d'inspecteur en chef SS et SD. Le 18 juillet 1936, il est à Barcelone et observe des migrants allemands participant aux contre-olympiades. En juillet 1936, après avoir assisté à la répression du coup d'État à Barcelone pendant une semaine, il embarque sur un vapeur italien à destination de l'Allemagne.

### Commandement de camp de concentration
En 1937, les putschistes installent un camp de concentration sur le modèle allemand à Miranda del Ebro pour interner des prisonniers pendant la guerre civile espagnole. Le camp était dirigé par Winzer, membre des SS et de la Gestapo.

### Attaché de police
En 1938, aux côtés de Richard Enge (expert en économie), Hans Kroeger (pour le NSDAP), Willi Köhn (de) (pour les SS, plus tard consul général) et Hans Stille junior (plus tard secrétaire de légation), il fait partie de l'entourage de Wilhelm Faupel à Salamanque.
En 1938, Winzer aide à la mise en place de la force de police de Francisco Franco.[réf. nécessaire]

### Accord de police
Après l'accord de police entre Severiano Martínez Anido et Heinrich Himmler en 1938, le SS-Sturmbannfuhrer Winzer met en place un réseau SD en Espagne parallèlement au réseau de l'Abwehr déjà en place. De nombreux employés du SD sont alors employés par des entreprises allemandes en Espagne. La coopération de la police secrète repose sur l'accord du 31 juillet 1938 qui traite de l'extradition mutuelle des « criminels politiques ».

### Enlèvement
Dans son livre España tenía razón, José María Doussinague rapporte que Winzer était impliqué dans l'enlèvement du couple Erich Heberlein (de) et Margot Calleja dans la nuit du 17 au 18 juin 1944 à leur domaine de La Legua près de Tolède. Le diplomate Heberlein et Eberhard von Stohrer avaient été limogés parce qu'on supposait qu'ils déjoueraient les intrigues de Winzer.

### Nouvelle identité
À partir du printemps 1946, Mosig est interné et interrogé par le Counter Intelligence Corps pendant deux ans à la forteresse d'Hohenasperg. En 1948, il émigre pour Córdoba, en Argentine.
Le nom Mosig apparaît dans une liste de 2002 de criminels de guerre nazis.